# Thornage
Thornage är en civil parish i Storbritannien.   Den ligger i grevskapet Norfolk och riksdelen England, i den sydöstra delen av landet, 170 km nordost om huvudstaden London. Antalet invånare är 218. Arean är 5,1 kvadratkilometer.
Terrängen i Thornage är platt.